# Letizia Caico
Letizia Caico (Bordighera, 1892 – Palermo, ...) è stata una scrittrice italiana.
Letizia era la figlia di Louise Hamilton Caico. Con la sorella Lina fu editrice della rivista Lucciola (1908-1926), rivista che è stata antesignana degli attuali blog.

## Biografia
La madre Louise Hamilton Caico era una nobildonna, apprezzata letterata di Montedoro.
Letizia che si riteneva un'artista incompresa, era anche violinista, come diceva in una lettera «in paese mi deridono e mi prendono per pazza». Ella infatti spesso vagava per il paese come un fantasma col suo ombrellino colorato.
Nel 1908 ideò con su suggerimento della madre la rivista itinerante manoscritta Lucciola, che viaggiò per posta fino al 1926 per tutta l'Italia.
La tragica morte di Letizia, avvenuta verso la fine degli anni sessanta, pone fine al casato dei Caico, originatosi intorno al 1635.
Letizia ora riposa con la famiglia nella tomba familiare nel Cimitero di Sant'Orsola di Palermo.